# Stazione di Primolano
La stazione di Primolano è una stazione ferroviaria del Canale di Brenta (Trento – Venezia) che si trova all'interno del comune di Valbrenta, nella frazione di Primolano. Si trova al confine tra Veneto e Trentino.
È posizionata alla progressiva chilometrica 80+002, tra la stazione di Cismon del Grappa e quella di Tezze di Grigno.

## Storia

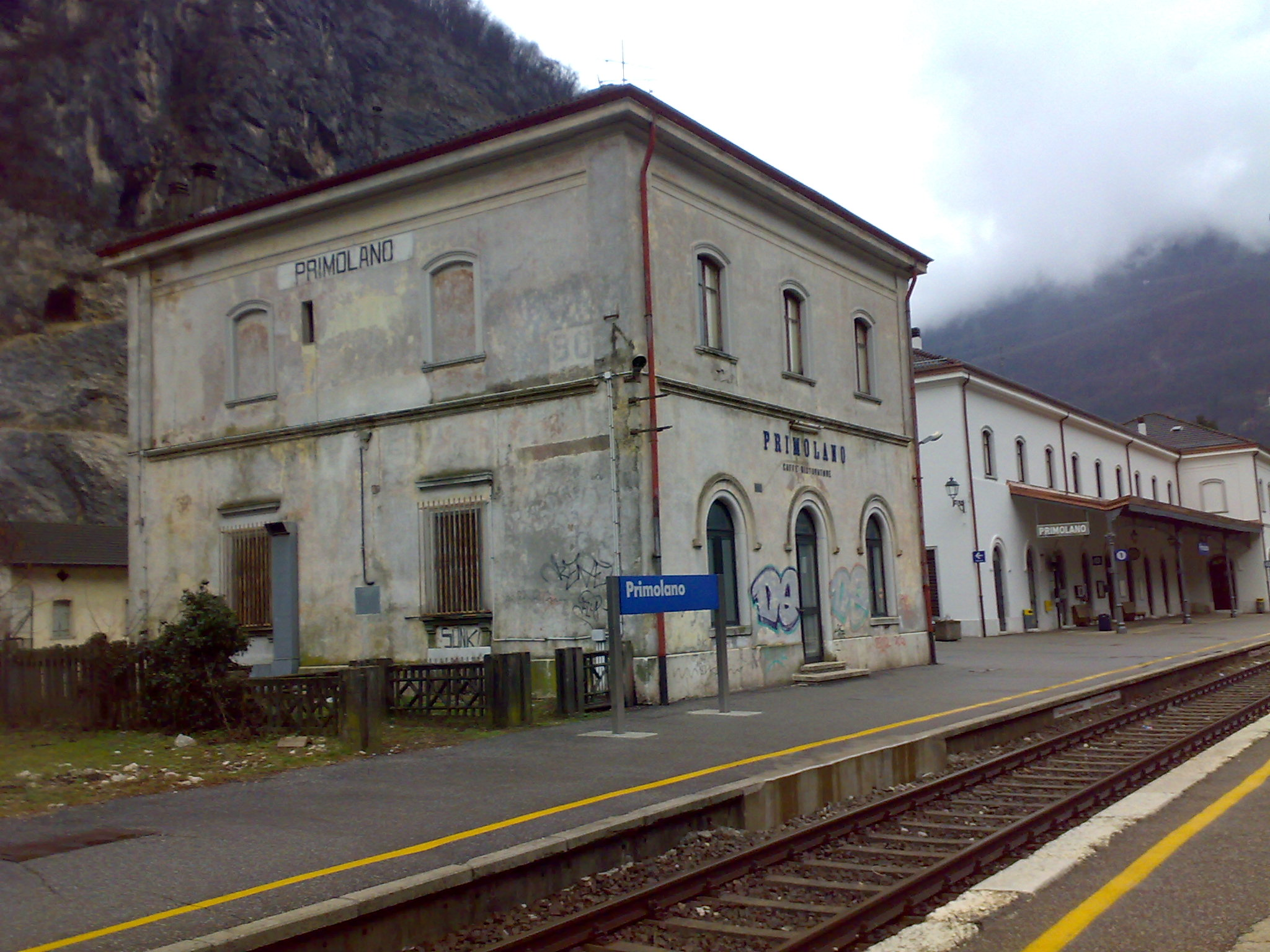
Il Complesso Ristorante della stazione di Primolano

La stazione venne aperta il 21 luglio 1910 assieme al tratto italiano della Trento-Venezia proveniente da Carpané-Valstagna e fu costruita per conto della Società Italiana per la Ferrovia della Valsugana (SIFV); divenendo una stazione internazionale di confine fra la rete ferroviaria dell'Impero Austro-ungarico e quella del Regno d'Italia fino al termine della prima guerra mondiale.
Nel 1912 l'esercizio dello scalo, come tutti gli impianti della ferrovia Primolano-Venezia, passò alle Ferrovie dello Stato (FS).
Sino al 1918 la stazione è stata capolinea dei treni delle FS e dell'impero austro-ungarico.
Il 5 luglio 1944, nel corso della guerra civile, in un agguato all' interno della stazione furono assassinati il capostazione e due passeggeri in attesa dai partigiani Filomena Dalla Palma (GINA) e Giorgio Ulliana (JURA), operaio della
Lancia di Cismon.
Sino alla fine degli anni 90 la stazione era capolinea dei regionali da Venezia Santa Lucia, con successivo rinvio a vuoto fino alla stazione di Bassano del Grappa effettuato con automotrici ALN668 del DL di Treviso.
Negli stessi anni la maggior parte regionali che arrivavano da Trento concludevano anche essi la loro corsa a Primolano. Solo una piccola minoranza proseguiva fino a Bassano o fino a Venezia.

## Strutture e impianti

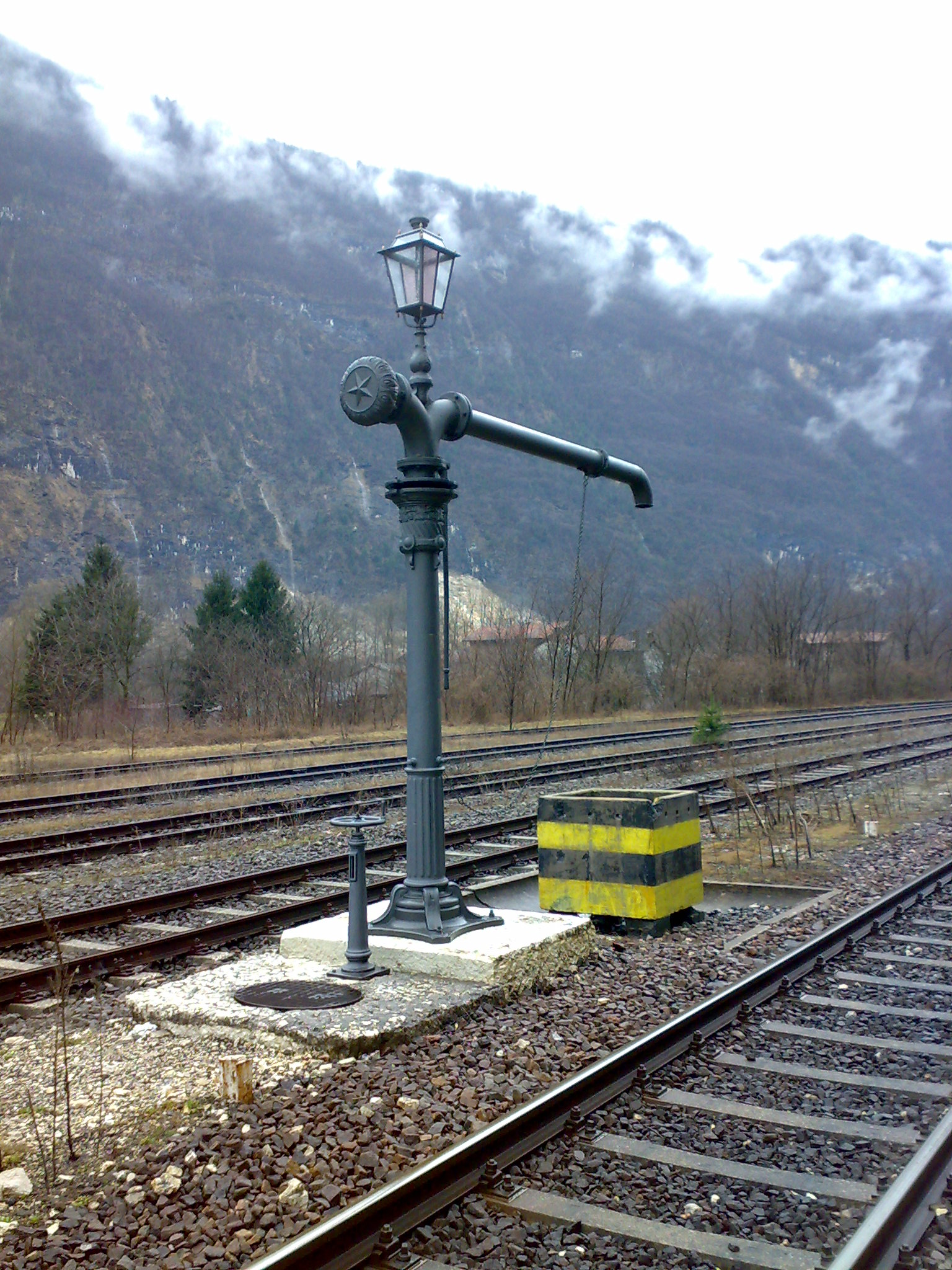
Colonna idraulica utilizzata per rifornire il serbatoio dell'acqua delle Locomotive a vapore nella stazione di Primolano

Il piazzale dell'impianto, gestito da Rete Ferroviaria Italiana, è composto da sei binari, ai quali si aggiunge un binario morto che si ferma qualche decina di metri prima della stazione, venendo da Cismon del Grappa.
In quanto stazione internazionale di confine, lo scalo era dotato di rimessa locomotive. Era utilizzata come deposito, nonché stazione di prova delle locomotive provenienti da officine nelle vicinanze.
Attualmente (2010) sono utilizzati solo i primi tre binari, che sono gli unici muniti di scambi elettrici, e quindi manovrabili via telecomando dal Dirigente Centrale Operativo (DCO) di Verona.
Tra il secondo e il terzo binario è presente una colonna idraulica funzionante, un cimelio del passaggio dei treni a vapore: la colonna è stata ripristinata nel 2007 da RFI.
Dall'agosto 2008 la Rimessa Locomotive, posta in direzione Venezia, e il fascio binari di servizio, compresa la piattaforma girevole per le locomotive, è in comodato d'uso alla Società Veneta Ferrovie (SVF), un'associazione di promozione sociale riconosciuta dalla Regione Veneto. L'associazione, collaborando con l'allora Comune di Cismon del Grappa ha provveduto al ripristino funzionale dell'area (abbandonata nel 1982): nel maggio 2012 il Comune di Cismon (confluito nel 2019 nell'attuale comune di Valbrenta) ha ottenuto il finanziamento per il progetto denominato “Istituzione della Ferrovia turistica della Val Brenta – Tratta Primolano–Bassano”, redatto da SVF a titolo gratuito, che ha portato al rifacimento ed estensione del piano del ferro della Rimessa Locomotive, il ripristino della locomotiva 880.001 insieme ad altri rotabili e l'attuazione di un secondo progetto del Comune di Valstagna per il prolungamento della pista ciclabile Trento - Bassano. 
L'area ora è diventata un polo operativo per il ricovero dei rotabili storici che vengono progressivamente rimessi in funzione ed è periodicamente visitabile nei mesi estivi.
Oltre al fabbricato viaggiatori è presente anche un complesso originariamente parte del fabbricato principale, staccatosi in seguito ai bombardamenti della Seconda Guerra Mondiale,  che fungeva da Ristorante e da Caffè.

## Movimento
La stazione è servita da tutti i treni regionali destinati a Trento e Bassano del Grappa.